# 시즈먼역
시즈먼역(西直门站)은 베이징시 시청구 시즈먼 외대가에 있는 베이징 지하철의 역이다. 역 번호는 2호선이 201, 13호선이 1301이다. 역명은 과거 베이징성의 서직문(西直门)이 위치했던 자리였기 때문에 붙여졌다. 이 지하철역은 시즈먼 교통 환승센터(西直门交通枢纽)의 일부분이다.
시즈먼역은 둥즈먼역 이어 베이징 지하철의 3개 노선 환승역 중 하나이다. 통계에 따르면, 2013년 7월 시즈먼역은 하루 평균 환승객수 34만4000명으로 당시 베이징 지하철의 모든 환승역 중 환승객수가 가장 많았다. 시즈먼역은 평일과 주말 모두 베이징 지하철 각 역에서 다섯 번째로 많은 승객이 출입했다.

## 역사
시즈먼역의 2호선, 4호선 역은 1970년대에 함께 건설되었으며, 시즈먼 역은 최초로 베이징 지하철 2기 공사에 속해 1984년 9월 20일 2호선 역이 베이징지하철 2기 공사(2호선 푸싱먼 역에서 시즈먼 역, 둥즈먼 역을 거쳐 젠궈먼 역에 이르는 구간)가 개통되어 운영되었다. 2기 공사 시즈먼 역을 공사하는 동안 당시 계획된 3호선의 완전한 정거장을 남겨두었으나, 나중에 기획조정으로 인하여, 예비역은 4호선로서 2009년 9월 28일에 베이징 지하철 4호선의 정식 개통과 함께 운영되었다. 13호선 역은 2002년 9월 28일 베이징 지하철 13호선 서부 구간(시즈먼~훠잉 구간) 개통에 따라 운영에 들어갔다.

## 위치
시즈먼역의 2호선·4호선 역은 시즈먼 외대가-시즈먼 내대가와 시즈먼 남대가-더성먼 서대가(2환로), 시즈먼 북대가, 합류지점의 시즈먼 입체교차교 지하에 위치하고 있다. 2호선 역은 2환로를 따라 남북방향으로, 4호선 역은 시즈먼 외대가를 따라 동서방향으로 배치되며 두 선은 십자형으로 교차한다. 13호선 역은 2호선, 4호선 북서쪽 국철 베이징 북역 서쪽에 위치하고 있으며, 서환광장과 인접한 남북 종단식 고가역으로 북서-동남쪽 방향에 크게 배치되어 있다.

## 역 구조
시즈먼 역은 2·4·13호선의 3개 노선 환승역이다.

### 층별 구조
| 지상 3층 | 대체 승강장                               | 사용하지 않음                                                                           |  |
| 지상 3층 | 섬식 승강장, 하차용 승강장                |                                                                                         |  |
| 지상 3층 | ← ■ 13호선 둥즈먼 방면(다중쓰)            |                                                                                         |  |
| 지상 3층 | 섬식 승강장, 하차용 승강장                |                                                                                         |  |
| 지상 3층 | ← ■ 13호선 둥즈먼 방면(다중쓰)            |                                                                                         |  |
| 지상 3층 | 상대식 승강장, 하차용 승강장              |                                                                                         |  |
| 지상 2층 | 대합실                                    | 환승 통로, 서환광장 연결, 매표소, 자동발매기, 이카통 충전, 카드 환불                    |  |
| 지면     |                                           | 출구, 서환광장 연결                                                                     |  |
| 지하 1층 | 대합실                                    | 환승통로, 고객 서비스 센터, 자동발매기, 이카통 충전, 카드 환불, 베이징 북역 매표소 연결 |  |
| 지하 2층 |                                           | ← ■ 2호선 외선순환 방면(처궁좡)                                                         |  |
| 지하 2층 | 섬식 승강장, 왼쪽 출입문이 열림           |                                                                                         |  |
| 지하 2층 | → ■ 2호선 내선순환 방면(지수이탄)         |                                                                                         |  |
| 지하 3층 |                                           | ← ■ 4호선 안허차오베이 방면(동물원)                                                     |  |
| 지하 3층 | 섬식 승강장, 왼쪽 출입문이 열림           |                                                                                         |  |
| 지하 3층 | → ■ 4호선 톈궁위안(다싱선) 방면(신제커우) |                                                                                         |  |

### 대합실·승강장
2호선, 4호선 역은 모두 지하역으로, 2호선 승강장은 위층에, 4호선 승강장은 아래층에 두단식 섬식 승강장이 설치되었다. 승강장 중앙에는 두 노선 사이의 계단으로 갈아타고, 두 노선역의 4개 두단식 터미널은 4개의 통로로 연결되어 원형의 환승 통로를 형성하고, 지상 출구와 4방향으로 연결되어 있으며, 원형 통로의 북서쪽에서 지하 1층의 환승홀을 통해 13호선 역과 연결된다.
13호선 승강장은 지상 3층 고가역으로, 승강장은 지상 3층에 위치하며, 2섬 1상대식 3선, 스페인식 승강장으로, 다른 2개 노선에서 13호선(기점)으로 갈아타는 승객은 중간 섬식 승강장으로, 13호선(종점)에서 도착한 승객은 양쪽 상대식 승강장에서 내리거나 갈아타며, 지상 2층은 대합실, 지상 1층은 출구로 이용된다. 13호선 승강장은 지하 1층에 위치한 환승 통로로 연결되며, 2호선, 4호선 역과 환승통로로 연결된다. 13호선 정류장에 카드 충전/환불 지점이 있다. 2호선과 13호선이 조기 건설된 지하철 노선이기 때문에 개통 당시 승강장에는 스크린도어가 설치되지 않았고, 4호선만 개통 당시 승강장에 스크린도어를 설치했다. 13호선 시즈먼역에는 2013년, 2호선 시즈먼역에는 2017년에 반밀폐 스크린도어가 설치됐다.
지하철 2호선 시즈먼역 내선순환, 외선순환 승강장에는 각각 《연산장성도(燕山长城图)》와 《대강동거도(大江东去图)》라는 벽화가 장식되어 있는데, 이 두 벽화는 모두 장딩(张仃) 설계했다.

### 환승

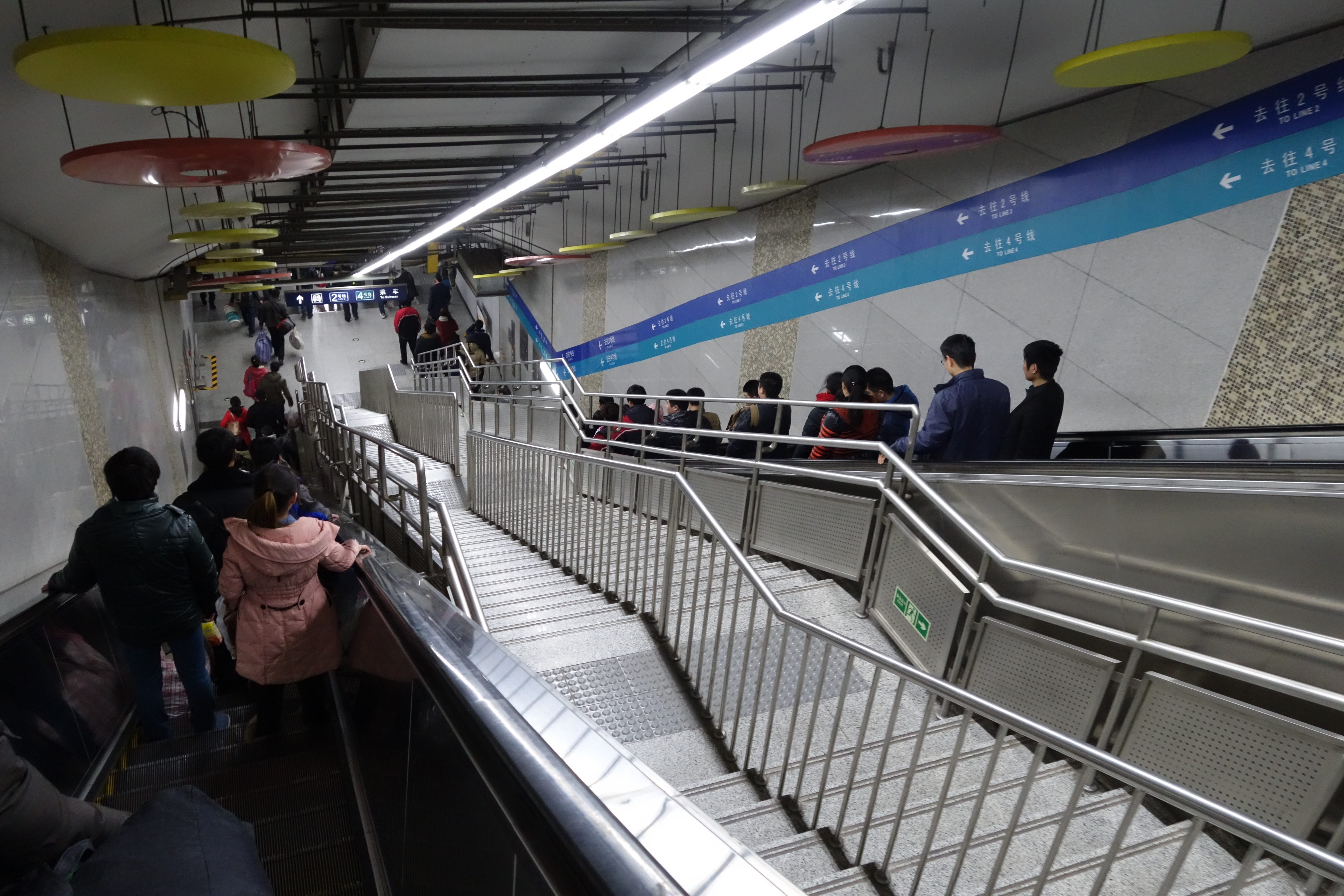
시즈먼 역의 2,4호선 환승통로

시즈먼 역은 2호선, 4호선, 13호선 간의 환승이 가능하다. 13호선 역은 2호선 역, 4호선 역과는 환승 거리가 길고 2호선역은 4호선역과 가깝다. 초기에는 13호선 역과 환승 통로가 건설되지 않아 환승을 우회해야 하는 등 가장 복잡한 환승역이라는 명성을 얻었다.
이전에는 시즈먼 역의 13호선과 2호선간 환승은 지상으로 나가서 출구로 들어가야 하므로 이용객들은 별도로 요금을 내야 한다.
2호선이 13호선간의 환승 통로는 2008년 건설되었으며(당시 지하철 4호선 미개통) 지하 1층 환승홀을 개장한 이래 시즈먼 역 2호선은 역 안에서 13호선으로 갈아탈 수 있다. 2009년 9월 1일부터 지하철 4호선 개통 운영에 맞춰 13호선에서 2호선간의 환승 경로 방향을 조정하였다. 그러나 과도한 승객 흐름으로 인해 시즈먼역의 환승 엘리베이터 일부가 흐름을 제한하기 위해 폐쇄되었다.
2011년 9월 24일 지하철 시즈먼 역은 기존의 환승통로 2개에 이어 환승홀까지 바로 연결되는 새 환승통로를 개설했다. 이로써 13호선은 2호선, 4호선으로 환승할 때 더 이상 역 밖의 지상을 거칠 필요없이 내부에서 바로 환승할 수 있게 되었다.
2호선에서 4호선으로 환승은, 2호선 승강장 중부환승계단에서 4호선 승강장으로 바로 내려가는데, 이 환승 경로가 가장 짧다.
4호선에서 2호선으로 환승은, 4호선 동단 대합실에서 남동쪽 원형통로를 지나 2호선 남단 대합실에 도착한다.
2, 4호선에서 13호선으로 환승은, 북서쪽 통로로 지하 1층 환승홀에 도착하여 13호선 대합실로 다시 들어가며, 13호선에서 2, 4호선으로 갈아탈 때도 마찬가지이다.시즈먼 역은 환승객의 흐름이 심하고, 또한 2호선 건설 초기의 환승을 위한 통행 능력이 부족하여, 환승통로에서 승객이 단방향으로만 통행하도록 방향 제한이 있으며, 양방향으로 큰 승객 흐름을 피하기 위해 역행을 막았다. 시즈먼 지하철역은 환승이 까다롭고 유동인구가 많을 때는 환승 울타리인 뱀 모양의 완충구역을 둬, 익숙하지 않은 승객에게 미로 같은 느낌을 준다.

## 출구

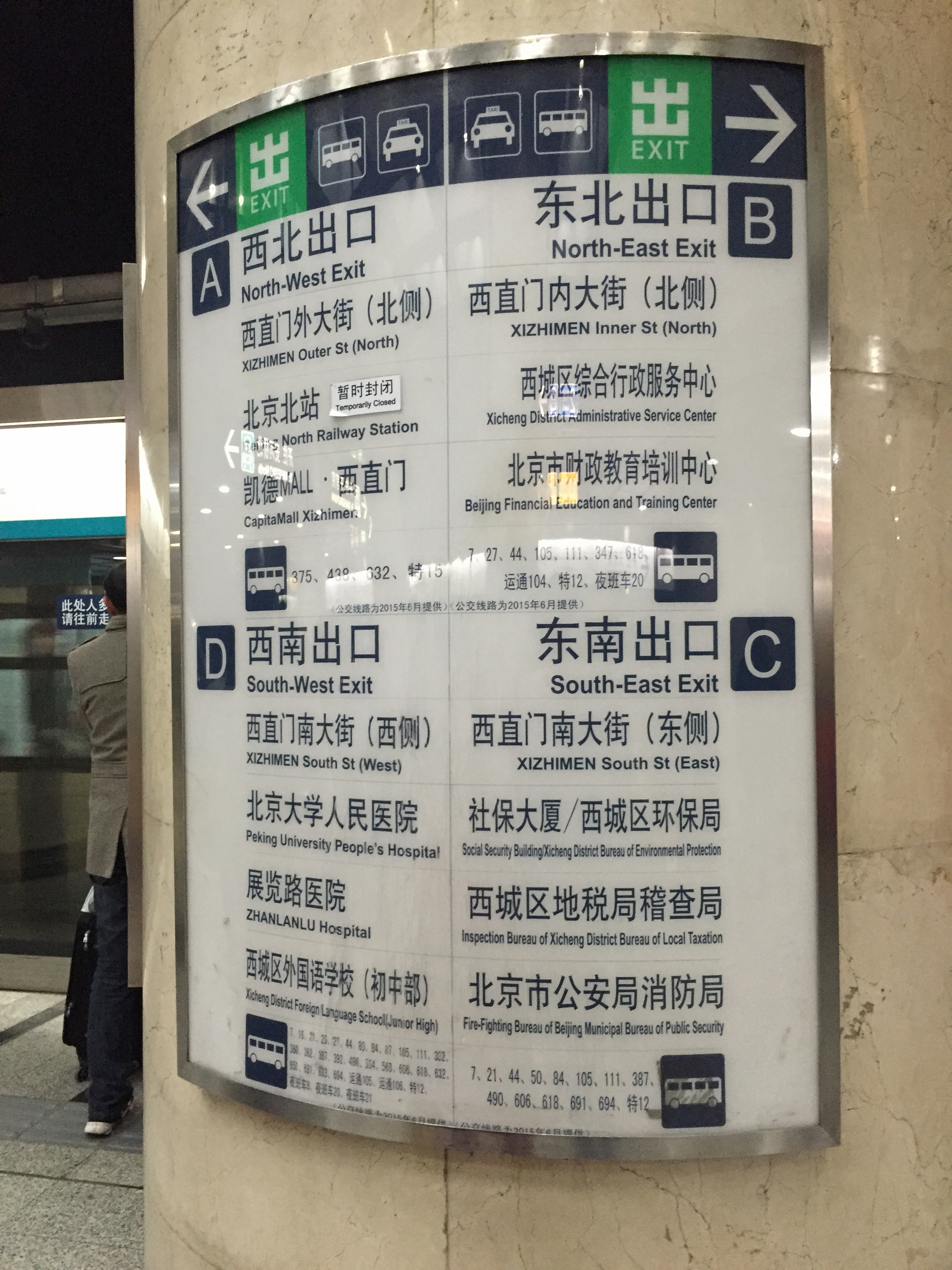
4호선 승강장 기둥 위의 출구 표지판, 베이징 북역의 임시 폐쇄 표시가 되어있다.

2호선, 4호선역에는 5개의 출구가 있다.: A1·A2(서북), B(동북), C(동남), D(서남).
13호선역에는 2개의 출구가 있다.:E(북), F(남).
| 출구                                 | 출구 명칭     | 출구 인근 |
| ------------------------------------ | ------------- | --- |
| 出口 · A                             |               | 시즈먼 외대가(북측), 베이징 북역, 카이더MALL·시즈먼 |
| 出口 · B                             | 시즈먼 내대가 | 시즈먼 내대가(북측), 시청구 종합행정서비스센터, 베이징시 재정교육훈련센터, 메이플 블루 국제쇼핑센터(枫蓝国际购物中心), 중차오 그룹(中材集团), 화뎬 엔지니어링 빌딩(华电工程大厦), 유타오위안(玉桃园), 화피공장 골목(桦皮厂胡同) |
| 出口 · C                             | 시즈먼 남대가 | 시즈먼 남대가(동측), 서바오 빌딩(社保大厦)/시청구 환경보호국, 시청구 지세국 사찰국, 베이징시 공안국 소방국, 베이징시 사법국, 베이징시 시청구 교육시험센터, 청밍 빌딩(成铭大厦)                                                  |
| 出口 · D                             | 시즈먼 남대가 | 시즈먼 남대가(서측), 베이징 대학 인민 병원, 잔란루 병원(展览路医院)、스청구 외국어학교(초중부), 베이징시 교통법 집행본부, 중이 빌딩(中仪大厦), 지하철 빌딩                                                                      |
| 出口 · E                             |               | 가오량차오로(高粱桥路), 베이징 북역, 카이더MALL·시즈먼 |
| 出口 · F                             |               | 가오량차오로(高粱桥路), 시즈먼 외대가, 카이더MALL·시즈먼 |
| 아이콘 설명: 경사로 \| 휠체어 리프트 |               | |

## 사진첩

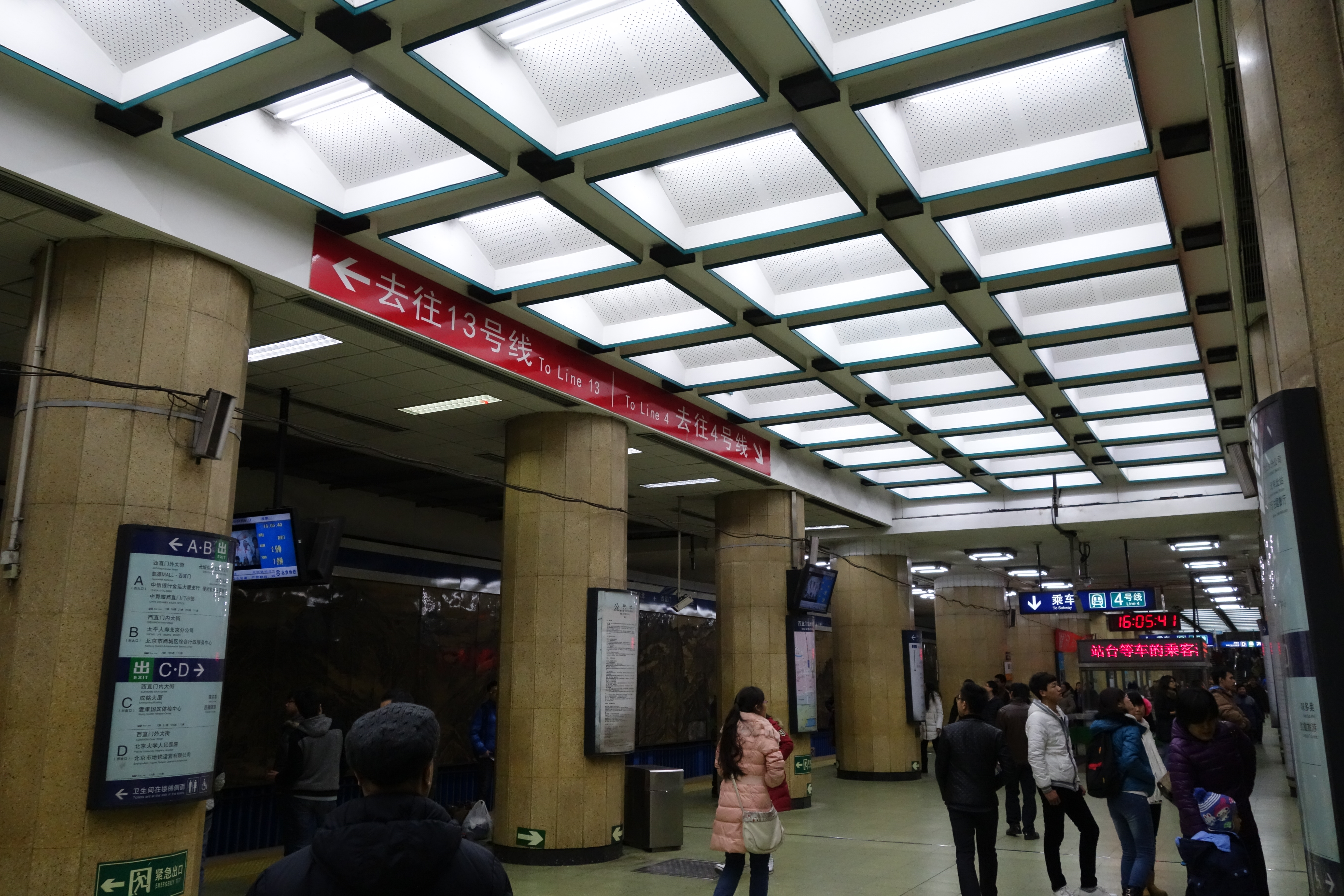
2호선 승강장
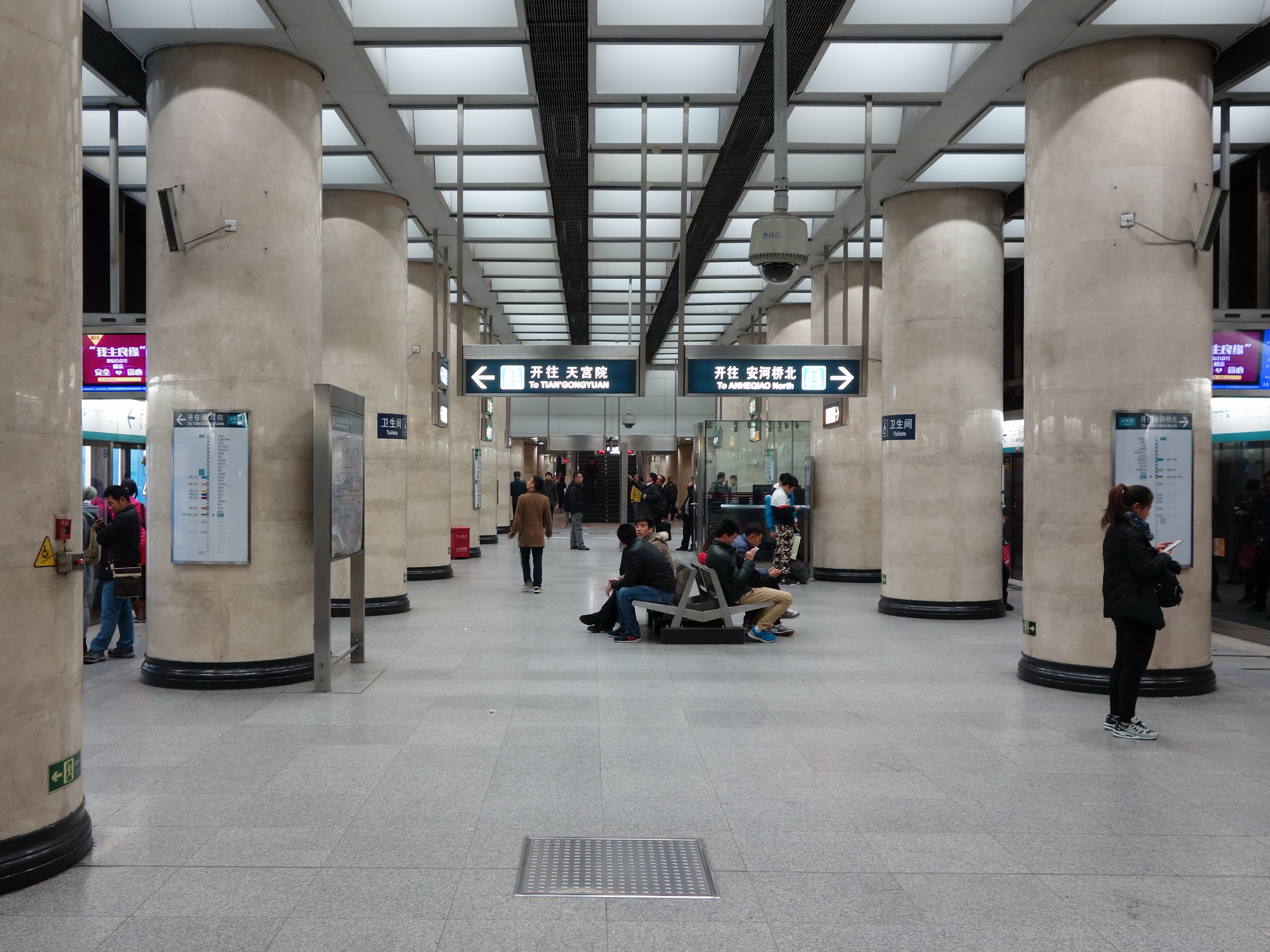
4호선 승강장
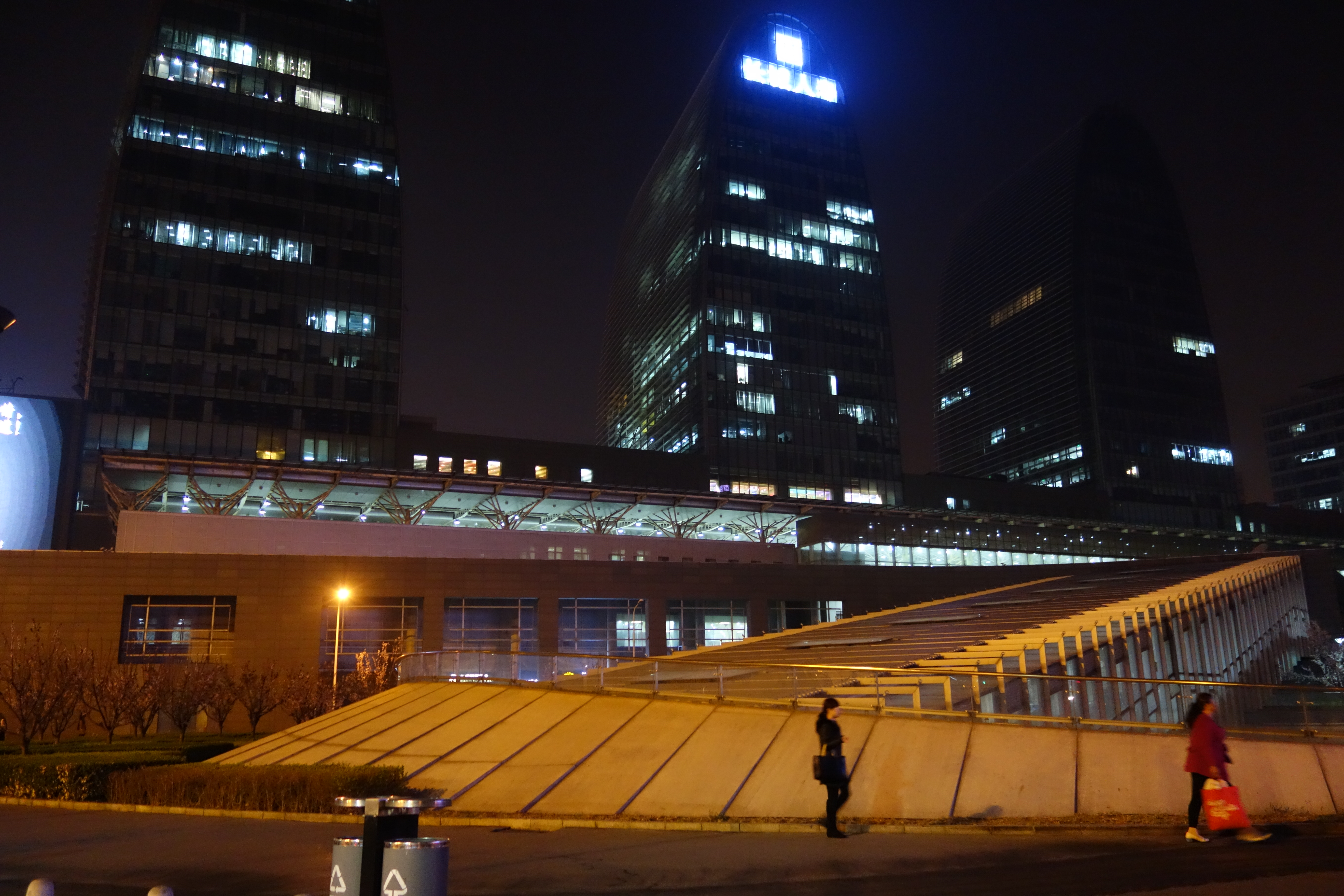
13호선 환승통로
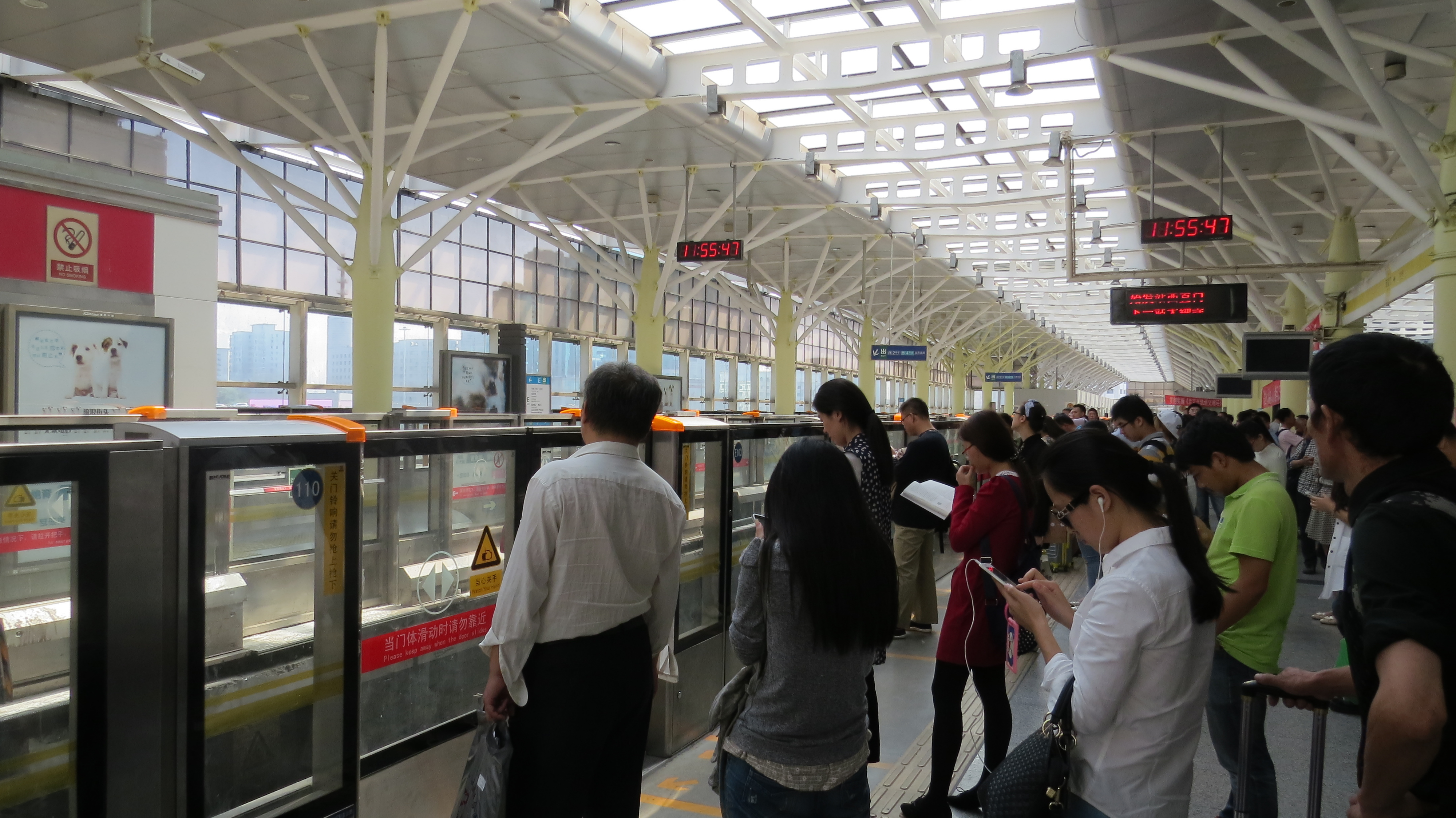
13호선 승강장

## 같이 보기
- 베이징 지하철